# Sylvibracon annulicornis
Sylvibracon annulicornis är en stekelart som först beskrevs av Szepligeti 1905.  Sylvibracon annulicornis ingår i släktet Sylvibracon och familjen bracksteklar. Inga underarter finns listade i Catalogue of Life.